# Egernsundvej
 Egernsundvej  er en 2 sporet motortrafikvej der går uden om Dybbøl og til Sønderborgmotorvejen (primærrute 8) , den er  er en del af sekundærrute 401 der går imellem Tinglev  og Sønderborgmotorvejen.
Vejen starter i ved Dybbøl og føres mod nord,vejen føres nord om Dybbøl og ender i Hørtoftvej ved Sønderborgmotorvejen.
Før Sønderborgmotorvejen åbende den 31. marts 2012, var Egernsundvej en del af primærrute 8  (Dybbøl Omfartsvej),og gik helt til tilslutningsanlægget med frakørsel  Sønderborg V ved Alssundbroen. Efter motorvejen åbnede, blev vejen nedgraderet til sekundærrute 401.
| Trafik | Spire Denne trafikartikel er en spire som bør udbygges. Du er velkommen til at hjælpe Wikipedia ved at udvide den. |

54°55′06″N 9°42′49″Ø / 54.9183°N 9.7135°Ø